# Wydawnictwo Gutenberg
Wydawnictwo „Gutenberg” – przedsiębiorstwo wydawnicze, założone w Warszawie w 1927 roku przez Helge Fergo i P. Hansel Fergo. W 1928 roku przeniesione do Krakowa. Przedsiębiorstwo publikowało „Dzieła” Karola Dickensa pod redakcją Wilama Horzycy, „Dzieła” Lwa Tołstoja pod redakcją Juliana Tuwima, Wielką ilustrowaną encyklopedię powszechną oraz szereg powieści.